# Нарцисс шероховатенький
Нарцисс шероховатенький (лат. Narcissus scaberulus) — луковичное травянистое многолетнее растение, вид рода Нарцисс (Narcissus) семейства Амариллисовые (Amaryllidaceae).

## Описание
Листья восходящие, шириной 1—3,5 мм, с двумя килями и мелкошершавыми краями.
Цветки жёлтые, 12—17 мм в диаметре, одиночные или собраны по 2—3, трубка цветка 12—17 мм длиной, листочки околоцветника 4,5—7 мм длиной и 3,5 мм шириной, коронка 2—5 мм длиной и 5—7 мм шириной с цельными городчатыми краями.

## Распространение и экология
Эндемик Португалии: растёт по скалистым местам в долине реки Мондегу.